# Okręg Montreuil
Okręg Montreuil (fr. Arrondissement de Montreuil) – okręg w północnej Francji. Populacja wynosi 107 tysięcy.

## Podział administracyjny
W skład okręgu wchodzą następujące kantony:
- Berck,
- Campagne-lès-Hesdin,
- Étaples,
- Fruges,
- Hesdin,
- Hucqueliers,
- Montreuil,
- Parcq.